# Геригоны
Геригоны (лат. Gerygone) — род птиц из семейства Acanthizidae. Ареал рода простирается от Юго-Восточной Азии до Новой Гвинеи и Австралии до Новой Зеландии и островов Чатема. Большинство видов обитает в Австралии и Новой Гвинее; только одному, золотогрудой геригоне (Gerygone sulphurea), удалось пересечь Линию Уоллеса и колонизировать Таиланд, Малайзию и Филиппины.
Геригоны — насекомоядные птицы, которые добывают большую часть своей пищи, собирая её в кронах и извлекая ее из листвы деревьев и кустов. Они маленькие, обычно в среднем весят 6-7 г, и мало различаются по размеру в пределах своего ареала, за исключением островной длинноклювой геригоне (Gerygone albofrontata), которая почти вдвое больше остальных представителей рода.
Их песни описываются как «простые, но восхитительные», многие из них имеют относительно низкую частоту звука, а некоторые виды отличные имитаторы. Gerygone означает «рожденный звуком».
В состав рода включают 20 видов, в том числе один вымерший:
- Gerygone chrysogaster — Желтобрюхая геригона
- Gerygone mouki — Серощёкая геригона
- Gerygone chloronota — Зеленоспинная геригона
- Gerygone palpebrosa
- Gerygone magnirostris
- Gerygone hypoxantha — ранее подвид G. magnirostris
- Gerygone inornata
- Gerygone dorsalis
- Gerygone olivacea
- Gerygone sulphurea
- Gerygone tenebrosa
- Gerygone flavolateralis
- Gerygone citrina — выделен из G. flavolateralis
- Gerygone levigaster
- Gerygone fusca
- Gerygone ruficollis
- † Gerygone insularis — вымер около 1930 года
- Gerygone modesta — Скромная геригона
- Gerygone igata — Серая геригона
- Gerygone albofrontata — Длинноклювая геригона